# Senjutsu
Senjutsu (Japans: 戦術, vertaald als ‘strategie en tactiek’) is het zeventiende studioalbum van de Britse metalband Iron Maiden. Het werd op 3 september 2021 vrijgegeven via Parlophone. Het is het eerste studioalbum van Iron Maiden in bijna 6 jaar, sinds het vorige album The Book of Souls. Door de lengte van het album (82 minuten) werd het op cd-formaat als dubbelalbum uitgegeven, op vinyl kwam het album op drie discs te staan. 
De albumhoes bevat Eddie (de mascotte van de band) uitgedost als Samurai, wat tevens het thema van de plaat is. De Japanse letters rechts boven op de hoes spellen ‘Senjutsu’.
Het derde nummer op de plaat, The Writing On The Wall, werd al op 15 juli 2021 vrijgegeven, compleet met geanimeerde videoclip.

## Opname
De opnamen van het album vonden plaats bij Guillame Tell Studio in Frankrijk. 
Bassist Steve Harris legde uit dat “we ervoor kozen bij Guillame Tell Studios in Frankrijk op te nemen omdat er zo’n relaxte sfeer is. De setup is perfect voor ons: het gebouw was ooit een bioscoop en het heeft een heel hoog plafond waardoor er een goed akoestisch geluid ontstaat. We namen dit album op dezelfde manier op zoals we bij The Book Of Souls hebben gedaan, we schreven een lied, oefenden het en zetten het gelijk in elkaar terwijl het nog vers in onze hoofden zat. Er zijn een paar heel complexe songs op het album wat veel werk vergde om ze zo te krijgen zoals wij het wilden, dus het proces was soms uitdagend, maar Kevin (de producer van de band) is heel goed in het vastleggen van de essentie van de band. Ik denk dat het de moeite waard was! Ik ben heel trots op het resultaat en kan niet wachten tot de fans het horen.” 
Bruce Dickinson vult aan “We zijn allemaal heel enthousiast over het album. We namen het begin 2019 op gedurende een pauze in de Legacy Tour zodat we onze tour konden maximaliseren maar we wel een lange periode hadden voor de albumhoes en iets speciaals zoals een video. Natuurlijk stelde de pandemie de dingen nog meer uit - net als voor de plannen - of moeten dat ‘strategieën’ zijn?! De liedjes zijn erg gevarieerd, en sommige zijn best lang. Er zijn ook een twee die best anders klinken dan onze gebruikelijke stijl, en ik denk dat Maiden fans verrast zullen zijn - op een goede manier, hoop ik! 

## Ontvangst
-Metacritic, een site die scores over muziek verzamelt en middelt, gaf het album een score van 85 van de 100, onder de noemer van ‘universele toejuiching’. 
-Wall of Sound gaf het album een rating van 9 van de 10. 
-Pitchfork beschreef dat “op dit moment de band comfortabel en ambitieus aanvoelt, zich vestigend in hun bekende chemie terwijl ze nieuwe hoofdstukken toevoegen aan een verhaal dat alleen zij kunnen schrijven. Een nieuw Maiden album blijft de enige plek waar je deze specifieke samenkomst van zwaarte, melodie, grootsheid en compositionele complexiteit vindt. Het is makkelijk om een band te vinden die overtuigend The Number of the Beast kan naspelen, maar niemand anders op de hele wereld klinkt zoals dit.”

## Muziek
| 1.                 | Senjutsu                | Smith, Harris    | 8:20 |
| 2.                 | Stratego                | Gers, Harris     | 4:59 |
| 3.                 | The Writing On The Wall | Smith, Dickinson | 6:13 |
| 4.                 | Lost In A Lost World    | Harris           | 9:31 |
| 5.                 | Days Of Future Past     | Smith, Dickinson | 4:03 |
| 6.                 | The Time Machine        | Gers, Harris     | 7:09 |
| Totale duur: 40:15 |                         |                  |      |

| 1.                 | Darkest Hour       | Smith, Dickinson | 7:20  |
| 2.                 | Death Of The Celts | Harris           | 10:20 |
| 3.                 | The Parchment      | Harris           | 12:39 |
| 4.                 | Hell On Earth      | Harris           | 11:19 |
| Totale duur: 41:38 |                    |                  |       |

## Personeel

### Musici
- Bruce Dickinson – Zang
- Adrian Smith – Gitaar
- Dave Murray – Gitaar
- Janick Gers – Gitaar
- Steve Harris – Basgitaar
- Nicko McBrain – Drums

### Productie
- Kevin Shirley - productie, mixen
- Steve Harris - coproductie, kunstdirectie, ontwerp
- Denis Caribaux - techniek
- Ade Emsley - mastering
- Mark Wilkinson - illustraties
- Ruth Rowland - kalligrafie
- Moe Iwata - vertaling